# Calamus adspersus
Calamus adspersus là loài thực vật có hoa thuộc họ Arecaceae. Loài này được (Blume) Blume mô tả khoa học đầu tiên năm 1847.